# قوات النخبة (حماس)
النُّخْبة أو قوات النخبة هي قوات كوماندوز بحرية وهي وحدة قوات خاصة تابعة لكتائب عز الدين القسام، الجناح العسكري لحركة حماس. تزعم إسرائيل أن الوحدة قادت عملية طوفان الأقصى في بداية الحرب بين إسرائيل وحماس عام 2023.
وفقًا لمصادر جيش الاحتلال الإسرائيلي، «تتكون قوات النخبة من مسلحين تم اختيارهم من قبل كبار نشطاء حماس، والمخصصين لتنفيذ هجمات دوريَّة مثل الكمائن، والغارات، والاعتداءات، والتسلل عبر الأنفاق، بالإضافة إلى امتلاكهم للصواريخ والقناصة».
ينصب تركيزهم الرئيسي على الهجوم البري على الأراضي المحتلة (إسرائيل) أو التسلل عبر الشواطئ، باستخدام المتفجرات تحت الماء والصواريخ الموجهة التي لا تتأثر بنظام الدفاع الجوي الإسرائيلي القبة الحديدية. تشمل الأهداف البنية التحتية الإسرائيلية في البحر، والسفن العسكرية والمدنية ومحطات الطاقة.

## تمرين
يبدأ المنتسبين إلى النُّخبة تدريبهم البري والبحري الطويل والصارم عندما تتراوح أعمارهم بين 18 و20 عامًا، ويمكن تجنيدهم من الصيادين، إن الراتب المبدئي يتراوح 400–500 دولار أمريكي شهريًا، أي يزيد عن خمسة أضعاف متوسط الراتب في قطاع غزة، وذلك بسبب المعايير العالية التي يطلبونها.

## التنظيم
تتوزع النخبة جغرافياً في جميع أنحاء قطاع غزة.
ورغم أن الوحدة سرية، إلا أنها تستخدم وسائل التواصل الاجتماعي للدعاية، مثل نشر مقاطع فيديو على قناة التلغرام التابعة لكتائب الشهيد عز الدين القسام.

## التاريخ
شكلت حماس وحدتها البحرية في عام 2010 تقريبًا بعد حرب غزة (2008-2009) لتعزيز جهودها ضد إسرائيل والمساعدة في تهريب الأسلحة إلى غزة عن طريق البحر، في يوليو 2014، خرج أربعة غواصين من البحر على شاطئ زيكيم مسلحين بقنابل يدوية وأسلحة آلية لشن هجوم على دبابة، لكنهم قتلوا على يد جيش الاحتلال الإسرائيلي.
تكبدت وحداتهم بعض الخسائر في حرب غزة عام 2014 وفي عام 2015، تم تدريبهم وتجهيزهم في إيران وفي عام 2017، أفيد، بحسب صحيفة التلغراف، أنه غادر بعض أعضائها للانضمام إلى تنظيم الدولة الإسلامية في شبه جزيرة سيناء. في أكتوبر 2017، كانت قوات النخبة من بين 14 مسلحاً قتلوا عندما انهار أحد أنفاق حركة الجهاد الإسلامي الفلسطينية. وبحلول عام 2018، كانت وحدة الكوماندوز تحت الماء تضم حوالي 1500 عضو. وفي يناير 2022، ادَّعى غواصو النخبة أنهم تعرضوا لهجوم من قبل دولفين عسكري كانت إسرائيل تستخدمه لمواجهة عملياتهم.

### عملية طوفان الأقصى 2023
في 7 أكتوبر، في معركة زيكيم، أنزلت قوات الكوماندوز البحرية قوارب على شاطئ زيكيم واقتحمت قاعدة بهاد 4 [الإنجليزية] العسكرية.
بعد أن شنت قوات حماس هجومًا على الإسرائيليين، مما أسفر عن مقتل أكثر من 1100 إسرائيلي استهدفت طائرات جيش الاحتلال الإسرائيلي النُّخبة على وجه التحديد، بهدف قتلهم جميعًا إلا أنها لم تتمكن فيما يبدو.
في 14 أكتوبر، أعلن الجيش الإسرائيلي أنه قتل علي قاضي، قائد سرية النخبة، في هجوم بطائرة بدون طيار. وكانت إسرائيل قد اعتقلته في عام 2005 بتهمة اختطاف وقتل مدنيين، لكن تم إطلاق سراحه في عام 2011 كجزء من صفقة تبادل الأسرى لجلعاد شاليط. كما أعلن قَتل بلال القدرة، قائد وحدة جنوب خان يونس التابعة لقوات النخبة والتي تولَّت الهجوم على كفار عزة، وقُتل جراء غارة جوية لسلاح الجو الإسرائيلي. ووفقا للجيش الإسرائيلي، لعب الرجلان أدوارا رئيسية في هجوم 7 أكتوبر الصَّادم لإسرائيل.

## أنظر أيضا
- قوة حزب الله المسلحة
- شايطيت 13، وحدة القوات الخاصة التابعة للبحرية الإسرائيلية (en)
- قوات النخبة السورية